# Cadre-47/2-Weltmeisterschaft 1951

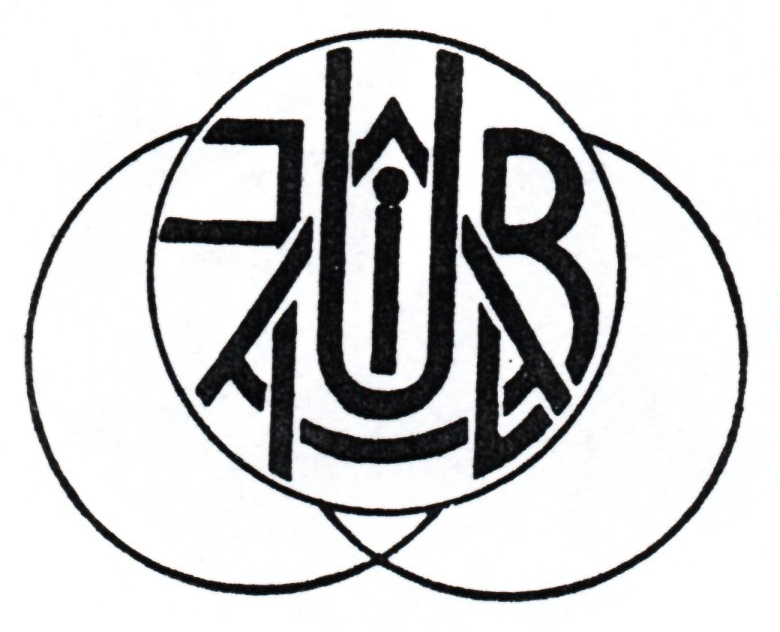
Logo UIFAB (ausrichtender Verband)

Veranstaltungsort: Buenos Aires

Die Cadre-47/2-Weltmeisterschaft 1951 war die 35. Weltmeisterschaft, die bis 1947 im Cadre 45/2 und ab 1948 im Cadre 47/2 ausgetragen wurde. Das Turnier fand vom 19. bis zum 27. Oktober 1951 in Buenos Aires statt. Es war die erste Cadre 47/2 Weltmeisterschaft in Argentinien und die Letzte, die von der Union Internationale des Fédérations des Amateurs de Billard (UIFAB) ausgetragen wurde.

## Geschichte
Nach Turnierende hatten René Gabriëls und Pedro Leopoldo Carrera jeweils 12:2 Matchpunkte. Nach den damaligen Statuten musste eine Stichpartie über den Sieger entscheiden.
Bei seiner zweiten Cadre 45/2 bzw. 47/2 Weltmeisterschaft, nach 1947 in Saragossa, wurde der Argentinier Pedro Leopoldo Carrera in seiner Heimat Weltmeister vor dem Belgier René Gabriëls. Der Drittplatzierte Clément van Hassel verbesserte den Serienweltrekord von Gabriëls auf 273.
Die erste Cadre 47/2 Weltmeisterschaft in Südamerika war für die teilnehmenden Europäer eine Mammut Anreise. Von Frankfurt am Main ging es über Paris, Lissabon, Dakar, und Rio de Janeiro nach Buenos Aires. Die Offiziellen des argentinischen Billardverbandes begrüßten die Spieler nachts direkt am Flughafen. Das Turnier war ein voller Erfolg. Täglich verfolgten 2.000 bis 3.000 Zuschauer das Turniergeschehen. Beim ersten und beim letzten Match des Turniers standen noch 1.000 Zuschauer auf der Straße die keinen Platz im Turniersaal fanden. Nach dem Turnier wurden alle Teilnehmer vom argentinischen General Peron und seiner Frau Eva (Evita) empfangen und bekamen Geschenke. Peron war ein großer Förderer des Billardsports in Argentinien. Carrera und Navarra bekamen große Unterstützung.

## Turniermodus
Es wurde im Round Robin System bis 400 Punkte gespielt. Bei MP-Gleichstand (außer bei Punktgleichstand beim Sieger) wird in folgender Reihenfolge gewertet:
1. MP = Matchpunkte
2. GD = Generaldurchschnitt
3. HS = Höchstserie

## Abschlusstabelle
| MP    | Match Points (Sieger = 2; Unentschieden = 1; Verlierer = 0) |
| Pkte. | Erzielte Karambolagen                                       |
| Aufn. | Benötigte Versuche                                          |
| GD    | Generaldurchschnitt                                         |
| BED   | Bester Einzeldurchschnitt eines Spielers                    |
| HS    | Höchstserie                                                 |
|       | Bester GD des Turniers                                      |
|       | Bester ED des Turniers                                      |
|       | Beste HS des Turniers                                       |
|       | 1. Platz (Gold)                                             |
|       | 2. Platz (Silber)                                           |
|       | 3. Platz (Bronze)                                           |

| Platz                                        | Name                   | MP   | Pkte. | Aufn. | GD    | BED   | HS  |
| -------------------------------------------- | ---------------------- | ---- | ----- | ----- | ----- | ----- | --- |
| 1                                            | Pedro Leopoldo Carrera | 12:2 | 2561  | 71    | 36,07 | 66,66 | 181 |
| 2                                            | René Gabriëls          | 12:2 | 2790  | 79    | 35,31 | 66,66 | 265 |
| 3                                            | Clement van Hassel     | 10:4 | 2353  | 79    | 29,78 | 57,14 | 273 |
| 4                                            | Enrique Navarra        | 8:6  | 1942  | 82    | 23,39 | 36,36 | 171 |
| 5                                            | Piet van de Pol        | 8:6  | 2216  | 96    | 23,08 | 44,44 | 224 |
| 6                                            | Kees de Ruijter        | 2:12 | 1677  | 89    | 18,84 | 57,14 | 100 |
| 7                                            | Jean Galmiche          | 2:12 | 1586  | 88    | 18,02 | 20,00 | 91  |
| 8                                            | Francisco del Vecchio  | 2:12 | 1763  | 103   | 17,11 | 21,05 | 100 |
| Turnierdurchschnitt: 24,54                   |                        |      |       |       |       |       |     |
| Stichpartie                                  |                        |      |       |       |       |       |     |
| -                                            | Pedro Leopoldo Carrera | 2:0  | 400   | 14    | 28,57 | 28,57 | 103 |
| -                                            | René Gabriëls          | 0:2  | 154   | 14    | 11,00 | –     | 82  |
| nach Stichpartien                            |                        |      |       |       |       |       |     |
| 1                                            | Pedro Leopoldo Carrera | 14:2 | 2961  | 85    | 34,83 | 66,66 | 181 |
| 2                                            | René Gabriëls          | 12:4 | 2944  | 93    | 31,65 | 66,66 | 265 |
| Turnierdurchschnitt: 24,36 (mit Stichpartie) |                        |      |       |       |       |       |     |

1. ↑  
Karlheinz Krienen: Deutsche Billard-Zeitung. 29. Jahrgang, Nr. 7. Köln Januar 1952, S. 6–8.
2. ↑  

Dieter Haase, Heinrich Weingartner: Enzyklopädie des Billardsports. 1. Auflage. Band 1. Verlag Heinrich Weingartner, Wien 2009, ISBN 978-3-200-01489-3, S. 195.